# Île Herradura
L'Île Herradura est une île du Costa Rica située à l'entrée sud du golfe de Nicoya, dans la province de Puntarenas, à 70 km au sud-ouest de la capitale San José. 
L'île, qui possède une végétation luxuriante, se trouve dans la baie Herradura près de la station balnéaire de Jacó, dans le canton de Garabito.